# Академия Лубранского

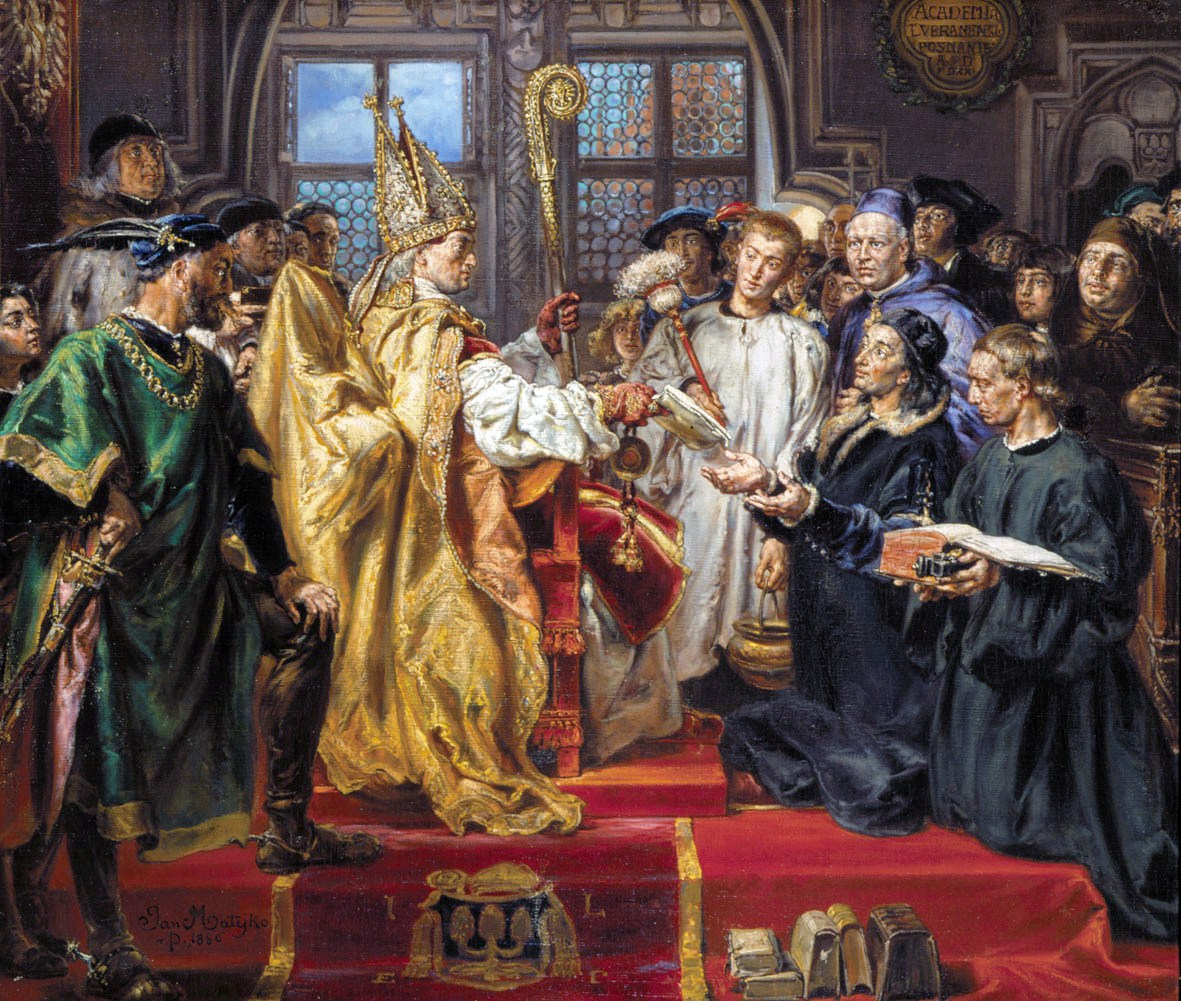
Ян Матейко. Основание Академии Лубранского в Познани. 1886

Академия Лубранского (польск. Akademia Lubrańskiego, лат. Collegium Lubranscianum) — университет, действовавший в Познани в 1519-1780, основанный познанским епископом Яном Лубранским.

## История
Епископ Ян Лубранский (1456—1520), благодаря своим обширным интересам к идеям гуманизма, предпринял ряд инициатив, которые способствовали развитию культуры и науки, особенно в Великой Польше.
В 1472 году он начал обучение в Краковской Академии, где получил титул магистра, затем продолжал науку в высших учебных заведениях Италии — в Болонье (1478—1480) и Риме (1480—1484), по окончании которых, в 1485 году, вернулся в Познань. Благодаря проживанию в Италии епископ тесно ознакомился с идеями Возрождения и решил внедрить их в польскую культуру. Лубранский вошёл в историю, как заслуженный юрист и дипломат (он был советником и соратником королей Яна Ольбрахта, Александра Ягеллончика и Сигизмунда I Старого)
Лубранский проводил работы по модернизации Тумского острова. Благодаря его усилиям остров был окружён стеной с башнями и бастионами, оборудован водопроводом, а улицы вымощены. По его инициативе также были отреставрированы собор и епископский дворец. Кульминацией деятельности Лубранского стало создание в 1518 году Познанской академии — первого высшего учебного заведения в Познани, позже названного его именем..
В 1518 году епископ Ян Лубранский получил от короля Сигизмунда I Старого привилегию купить коронованную собственность Ставишина, доходы от которой должны были использоваться для поддержки школы. Резиденцией школы было четырёхэтажное кирпичное здание в стиле Ренессанс с внутренним двором, построенное в 1518—1530 годах.
Академия Лубранского была церковным учреждением, находившимся под управлением и надзором капитула собора. В актах капитула она значилась, как колледж, название «академия» появилось только в 1533 году. Это не был университет в нынешнем смысле слова, потому что, несмотря на высший курс теологии, университет не имел права присуждать учёные степени. В начале своего существования это была школа нового типа в Польше, в которой было пять факультетов: математика и астрономия, риторика и диалектика, поэзия, грамматика и теология.
Благодаря участию епископов в 1529 году в Познань удалось пригласить молодого и амбициозного профессора из Лейпцига — Кшиштофа Хегендорфера, заложившего основы программы академии. Он создал новые учебники на основе произведений Эразма Роттердамского, а также способствовал изучению риторики и грамматики. Хегендорфер был сторонником Реформации. После того, как в 1533 году ректором академии стал Гжегож из города Шамотулы, Кшиштоф Хегендорфер перестал быть преподавателем и покинул Познань.
Осенью 1780 года школа была закрыта, её имущество, библиотека и студенты были переданы в здание бывшего иезуитского колледжа — новой Великопольской академии, учреждённой Национальной комиссией по образованию.

## Известные выпускники
- Юзеф Струсь (1510—1568) — врач из Познани, прославившийся исследованиями сердечно-сосудистой системы, работы сердца и метаболических изменений. Кроме того, он применил идею детектора лжи на основе пульса человека. Он был врачом короля Сигизмунда II Августа и дважды был избран мэром города Познань.
- Клеменс Яницкий (1516—1543) — один из величайших поэтов польского Возрождения, писавший только на латыни. Он ввёл в польскую литературу жанр «элегия». В своём творчестве Яницкий ссылался на произведения римского поэта Овидия.
- Андрей Гурка (1500—1551) — граф, государственный и военный деятель Польского королевства.
- Вацлав из Шамотул (прим. 1524- прим. 1560) — польский композитор.
- Кшиштоф Опалинский (1611—1655) — польский поэт, познанский воевода (с 1637).
- Лукаш Опалинский (1612—1662) — польский поэт, государственный деятель Речи Посполитой, известный публицист, сатирик и теоретик литературы.
- Ян Снядецкий (1756—1830) — астроном, математик, философ, педагог[5].

## Музей
В 2006-2007 годах в здании была проведена капитальная реконструкция, в ходе которой были подготовлены интерьеры для экспозиции Музея архиепархии. Богатая коллекция музея содержит средневековые скульптуры и картины из различных церквей Великой Польши. Также на выставке представлена большая коллекция чаш, монстранций, реликвариев и других ювелирных изделий.
Рядом со зданием находится памятник Яну Кохановскому, реконструированный в 1984 году и установленный возле музея в 2002 году.